# Obi (Gürtel)
Obi (japanisch 帯) ist der Gürtel, der zum Kimono oder dem Keikogi (Sportkleidung für Budō) getragen wird. Das Wort leitet sich von Obebe ab, einem altertümlichen Wort im Kyoto-Dialekt für Kimono.

## Kimono

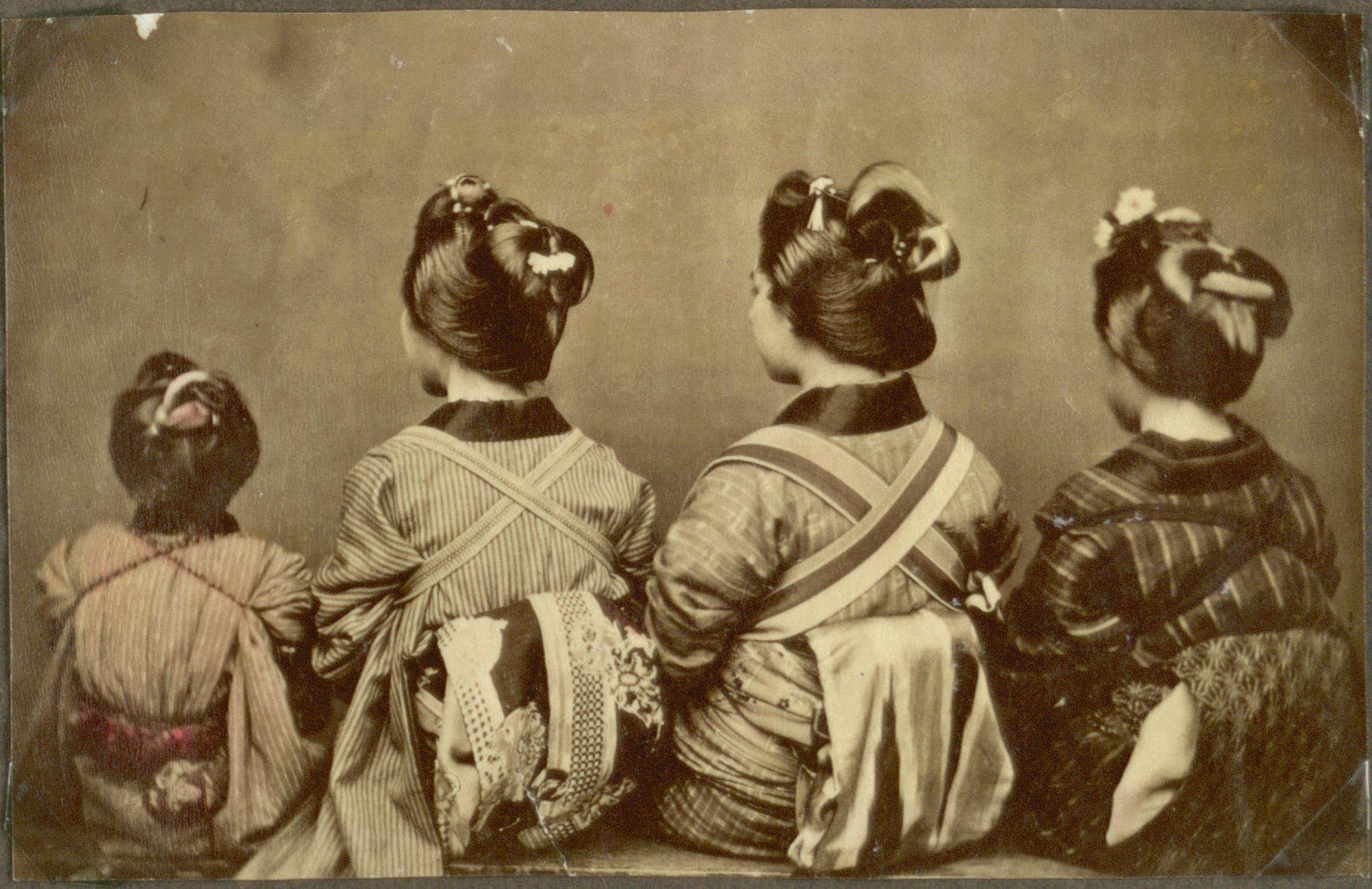
Verschiedene Arten, Obi zu binden

Sowohl in seiner Machart als auch in der Wahl des verwendeten Textils und seinem Ausmaß übertrifft der Obi häufig die Auffälligkeit des Kimonos darunter; ein traditioneller Maru-Obi ist vier Meter lang und etwa 30 cm breit, aus auffälligen, farbprächtigen oder glänzenden und edlen Materialien gefertigt, mit teuren, lackierten Fäden bestickt und bedeckt den gesamten Bauch der Geisha in mehreren Lagen bis hoch zum Brustbein. Er wird passend zum Kimono und passend zu den Jahreszeiten gewählt, steht jedoch häufig mit den Farben des Kimonos in einem starken Kontrast und bildet traditionell den wesentlich auffälligeren Teil der Kleidung. Das Material des Obis reicht von gefärbten Baumwollstoffen bis zu auffällig gefärbtem Seidenbrokat, teilweise auch meterlang mit entsprechend hohem Gewicht.

### Frauen-Obi
Chūya-Obi / Haraawase-Obi / Kujira-ObiBeim Chūya-Obi (昼夜帯, „Tag-und-Nacht-Obi“) bzw. Haraawase-Obi (腹合(わ)せ帯, „am Bauch miteinander verbunden“) bestehen Vorder- und Rückseite aus unterschiedlichen Stoffen, ursprünglich weißes Satin und schwarzer Samt, woher der Name Tag und Nacht stammt. Er wird auch als Kujira-Obi (鯨帯, „Wal-Obi“) bezeichnet, wegen deren schwarzem Rücken und weißem Bauch.
Fukuro-ObiDer Fukuro-Obi (袋帯, von 袋織り, fukuro-ori, „Doppelgewebe“) wurde Ende der 1920er entwickelt. Er besitzt dieselben Maße wie der Maru-Obi, jedoch ist die Rückseite ungemustertes Brokat oder Seide. Zudem kann die Vorderseite auch nur zu 60 % gemustert sein. Der hon-fukuro-obi (本袋帯, „wahrer Fukuro-Obi“) ist im Kissenstil ohne Saum genäht, während der nui-fukuro-obi (縫い袋帯, „genähter Fukuro-Obi“) aus zwei zusammengenähten Stoffstücken besteht. Er ist kostengünstiger und leichter als der Maru-Obi, aber dennoch formell.
Hanhaba-ObiDer Hanhaba-Obi (半幅帯, „halbbreiter Obi“) ist ein legerer Obi mit der halben Breite und wird z. B. zu Yukata oder unter dem Haori getragen.
Hitoe-ObiEin Hitoe-Obi (単帯, „einlagiger Obi“) besteht aus nur einer Lage, wobei dafür dicke und steife Stoffe zur Anwendung kommen wie Hakata-Gewebe (博多織, Hakata ori) – dünne Kettfäden fest verwoben mit dicken Schussfäden – oder handgewebte Materialien. Er wird hauptsächlich im Sommer getragen.
Maru-ObiDer Maru-Obi (丸帯, „vollständiger Obi“) ist der formellste Obi und besteht aus Brokat, der durchgehend mit aufwendigen Mustern unter Verwendung von Goldfäden genäht ist. Er ist bis zu 67 cm breit, die jedoch umgeschlagen werden und dann 30–33 cm sind, und 420 cm lang. Er war während der Meiji- und Taishō-Zeit beliebt wird heute jedoch wegen seiner hohen Kosten und Gewichtes fast nur noch zu Hochzeiten getragen.
Nagoya-ObiDer Nagoya-Obi (名古屋帯) entstand Ende der Taishō-Zeit in Nagoya und einfacher als Fukuro- und Maru-Obi und mit 314–345 cm auch kürzer. Er lässt sich leicht binden, da er bereits vorgefaltet ist und das eine Ende für den Knoten normale Breite, das andere Ende jedoch die halbe Breite besitzt.

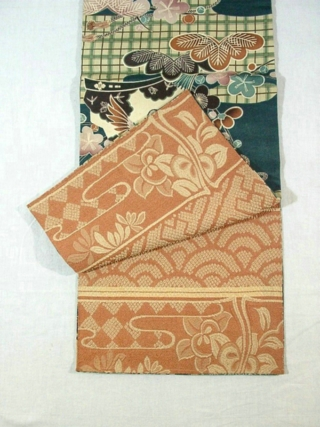
Chūya-Obi
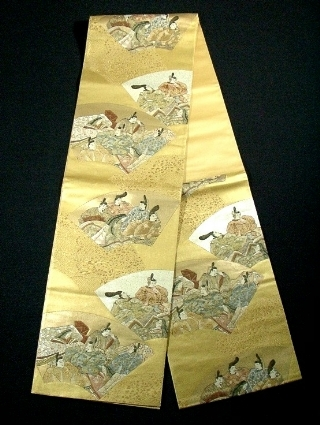
Fukuro-Obi
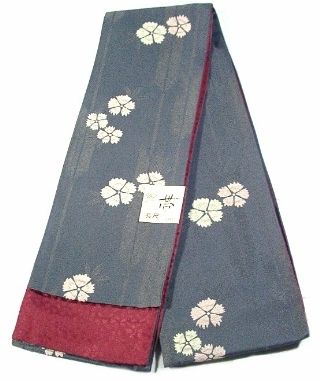
Hanhaba-Obi
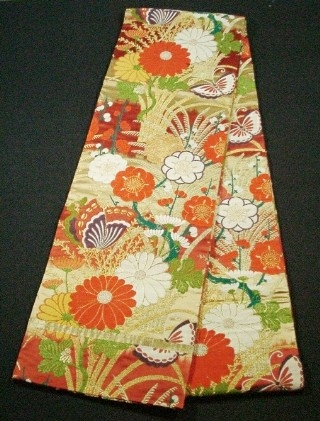
Maru-Obi
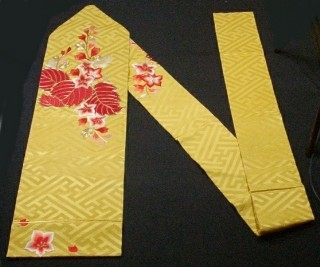
Nagoya-Obi

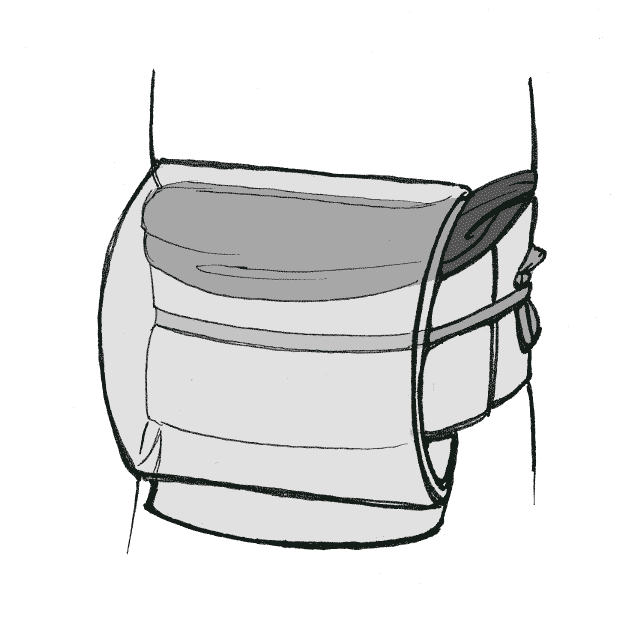
Trommelknoten (hellgrau, außen) mit Obijime (dunkelgrau, mittig) und Obiage (dunkelgrau, oben), sodass das Obimakura verdeckt ist.

Ein Frauen-Obi hat zusätzlich folgende Teile:
ObiageDer Obiage (帯揚(げ), „Obi-Anheber“) bzw. Shoiage (背負揚げ, „am Rücken getragener Anheber“) ist ein kleines Stofftuch, das den oberen Teil des Obi-Knotens (Musubi) fixiert.
ObidomeDer Obidome (帯留(め), „Obi-Festhalter“) bezeichnet ein Haken-und-Ösen-Paar, das zur Befestigung der Obijime verwendet wird als Alternative zum Festknoten.
Aber auch Verzierungen an geknoteten Obijime werden als Obidome bezeichnet und sind nicht auf Metall als Werkstoff beschränkt.
ObiitaDas Obiita (帯板, „Obi-Brett“) bzw. Maeita (前板, „Vorderbrett“) ist eine gürtelförmige Pappe oder Karton, die zwischen die Obi-Schichten gelegt wird, damit dieser seine Form behält.
ObijimeDie Obijime (帯締(め), „Obi-Zuschnürung“) ist eine glatte oder geflochtene Schnur, die verhindert, dass sich der Obi von allein öffnet. Sie wird vorne am Bauch geknotet. Statt Knoten können auch Haken und Öse (Obidome) verwendet werden.
ObimakuraDas Obimakura (帯枕, „Obi-Kissen“) ist ein kissenförmiger Einsatz, das dem Trommel- und ähnlichen Knoten ihre Form gibt. Fixert wird er mit dem Obiage.

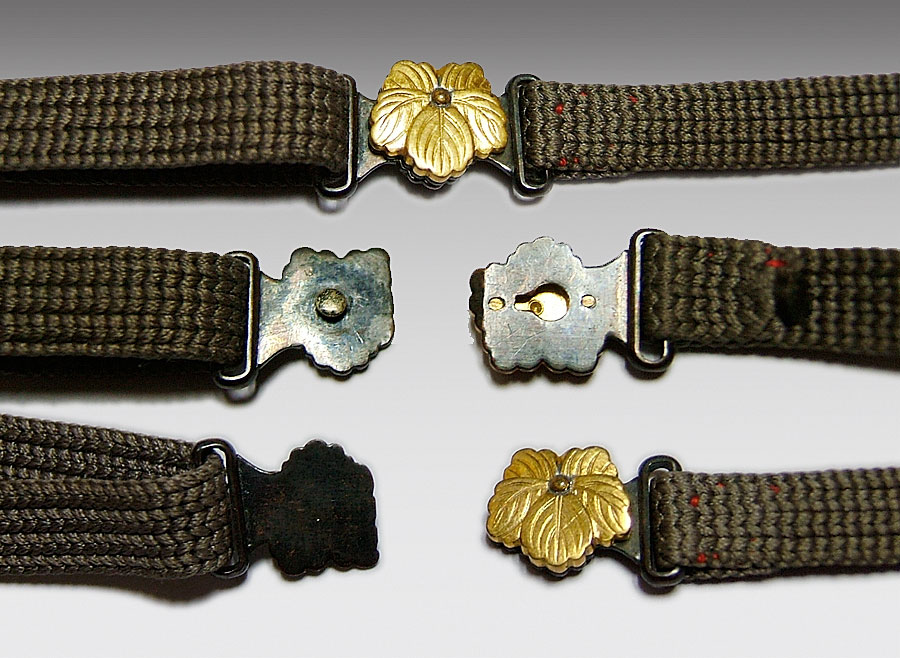
Obidome
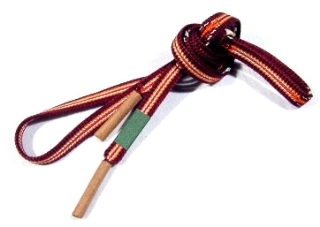
Obijime (flach)
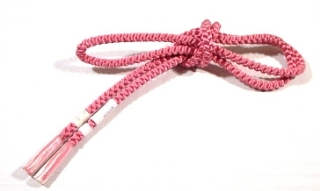
Obijime (rund)
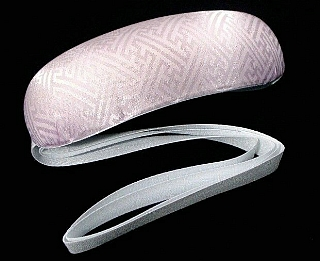
Obimakura

### Männer-Obi
Kaku-ObiDer formelle Kaku-Obi (角帯) besteht zumeist aus Hakata-Gewebe. Es wird aber u. a. auch Seidenpongé (紬, tsumugi), -gaze (絽, ro) oder -damast (緞子, donsu) verwendet. Er ist etwa 4 m lang, 9 cm breit und entweder einlagig oder Doppelgewebe.
Heko-ObiDer Heko-Obi (兵児帯, heko bezeichnet Männer zwischen 15 und 25 Jahren) ist der informelle Männer-Obi. Er besteht aus Krepp (縮緬, chirimen), Habutae-Seide (羽二重), Baumwolle oder anderen Stoffen. Es gibt ihn in einer breiten (etwa 74 cm) und einer mittelbreiten (etwa 50 cm) Fassung mit einer Länge zwischen 350 und 400 cm.
Bei Männern kann sich am Obi als Taschenersatz ein Inrō gesichert mit einem Netsuke befinden.

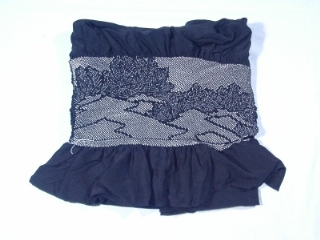
Heko-Obi
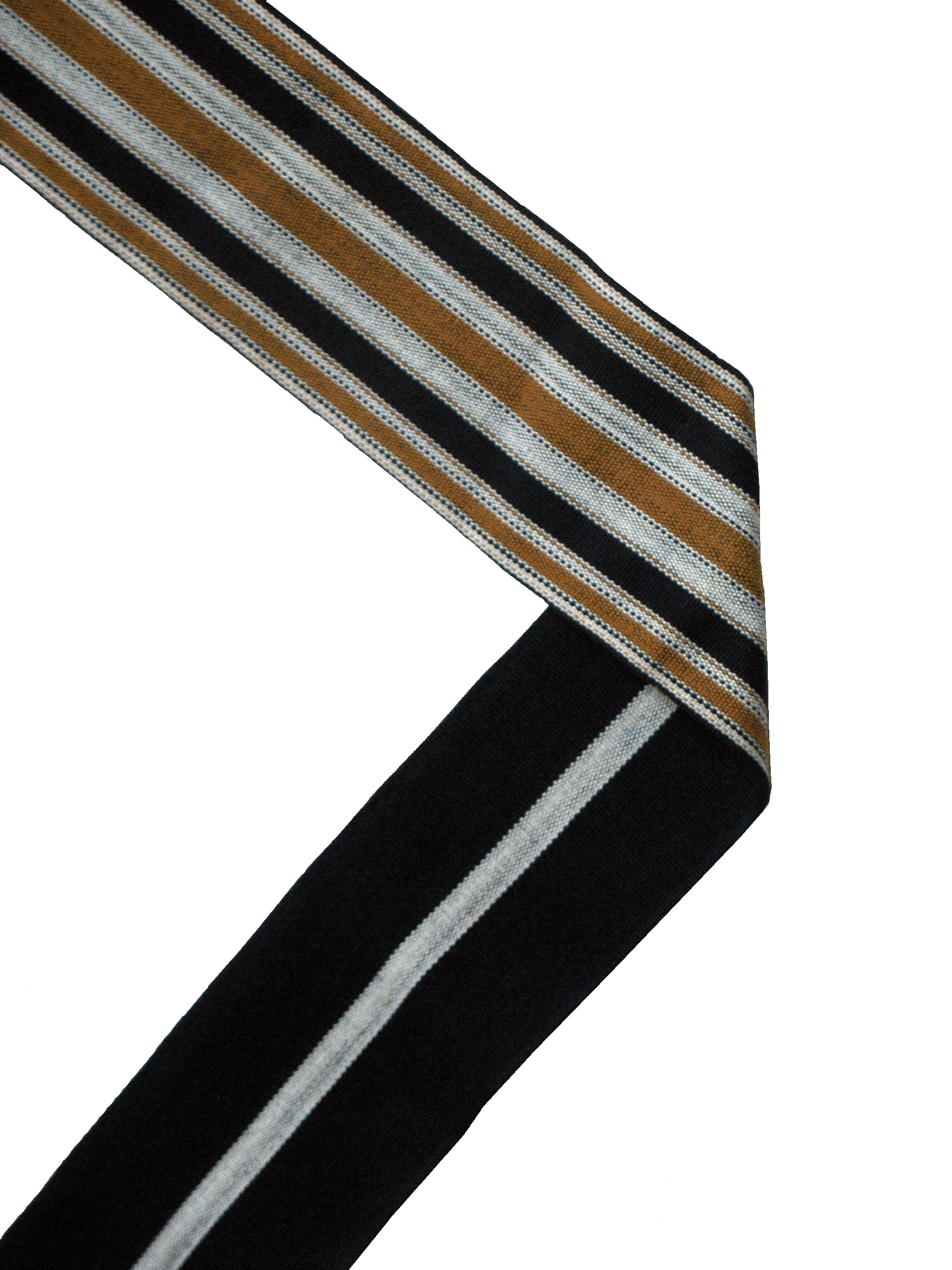
Kaku-Obi

### Kinder-Obi
Sanjaku-ObiDer Sanjaku-Obi (三尺帯) besteht aus einer Lage Baumwolle und ist, wie der Name sagt, 3 shaku d. h. 90 cm lang. Ursprünglich war es ein von Handwerkern als Obi missbrauchtes Tenugui-Handtuch.
Shigoki-Obi(von shigoku, was das Durchziehen eines dünnen und langen Gegenstandes durch die Hand bezeichnet) In der Edo-Zeit ließen die Frauen das Kimonofußende über den Boden schleifen und benutzten, wenn sie außer Haus gingen, den Shigoki, um die überschüssige Länge am Obi zu fixieren. Heute wird er von Frauen zur Verzierung verwendet, bei Kindern für das Shichi-go-san-Fest aber als Shigoki-Obi (扱帯) benutzt.

### Musubi
Bei aufwendigeren Obi erfordert der Knoten – Musubi (結び) genannt – von dem jeweilig zum Binden benötigten Ankleider sehr viel Geschick und wird mit unterschiedlich vielen Polstern gestützt, damit er seine Form behält. Ohne einen professionellen Ankleider ist es kaum möglich, faltenfrei die gewünschte Form zu erzielen.
Bei Geisha unterscheiden sich die Knoten und Länge des Obi je nach Ausbildungsgrad. Eine junge Lerngeisha, Maiko genannt, die unter zwanzig Jahre alt ist, trägt einen だらり結び, darari musubi, einen „hängenden Knoten“. Er ist sehr aufwändig, leuchtend bunt, schwer und raumeinnehmend, wird fast an den Schulterblättern geknotet und reicht bis zum Boden, kann dort sogar eine Schleppe bilden. Dieser auffallende Obi lässt bei dem Kimono der Lerngeisha nur einen Streifen des eigentlichen Kimonos an den Schultern und am unteren Teil des Kimonos frei. Bei der erwachsenen, älteren Geisha ist der Knoten ebenfalls aufwändig, der Obi jedoch weniger lang, sodass der Obi nicht bis zum Boden hinunterreicht und der Knoten wesentlich leichter ausfällt. Dieser Knoten hat häufig eine kleine Kastenform und wird als otaiko musubi (お太鼓結び, „Trommelknoten“) bezeichnet.

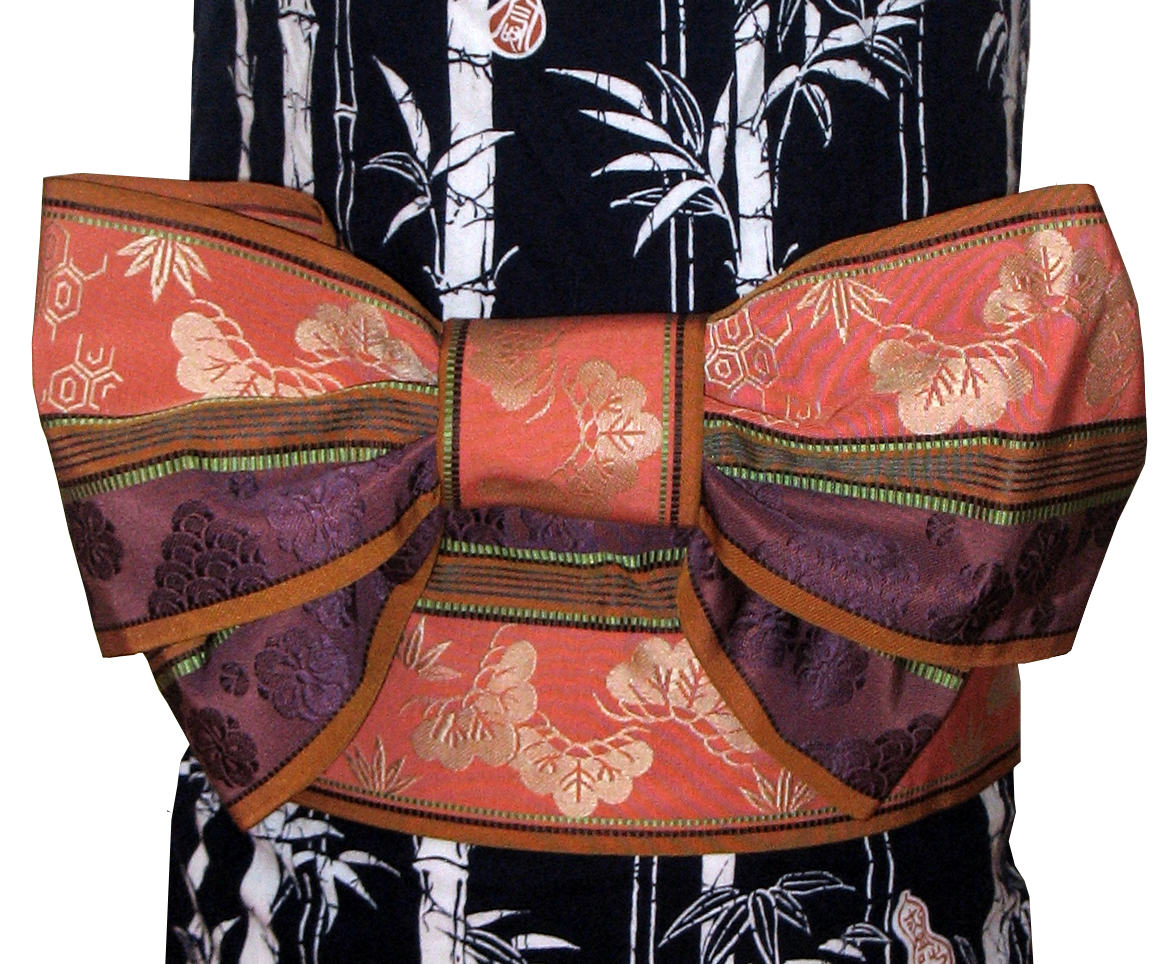
Chō-Musubi (蝶結び, „Schmetterlingsknoten“)
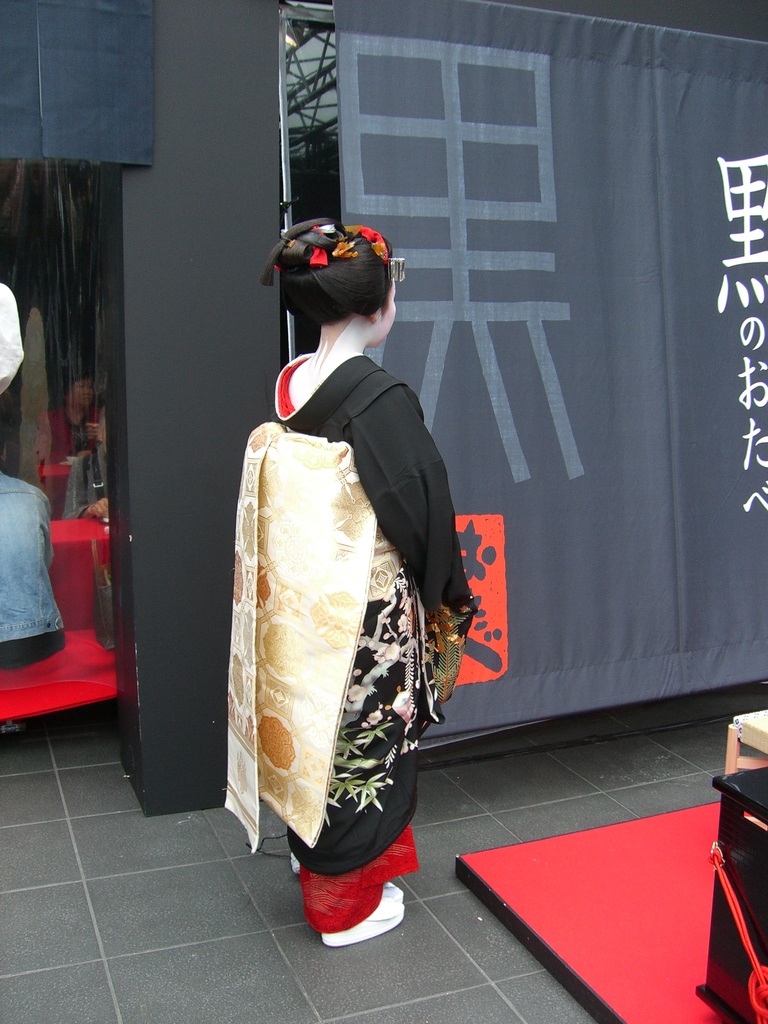
Darari-Musubi („hängender Knoten“)
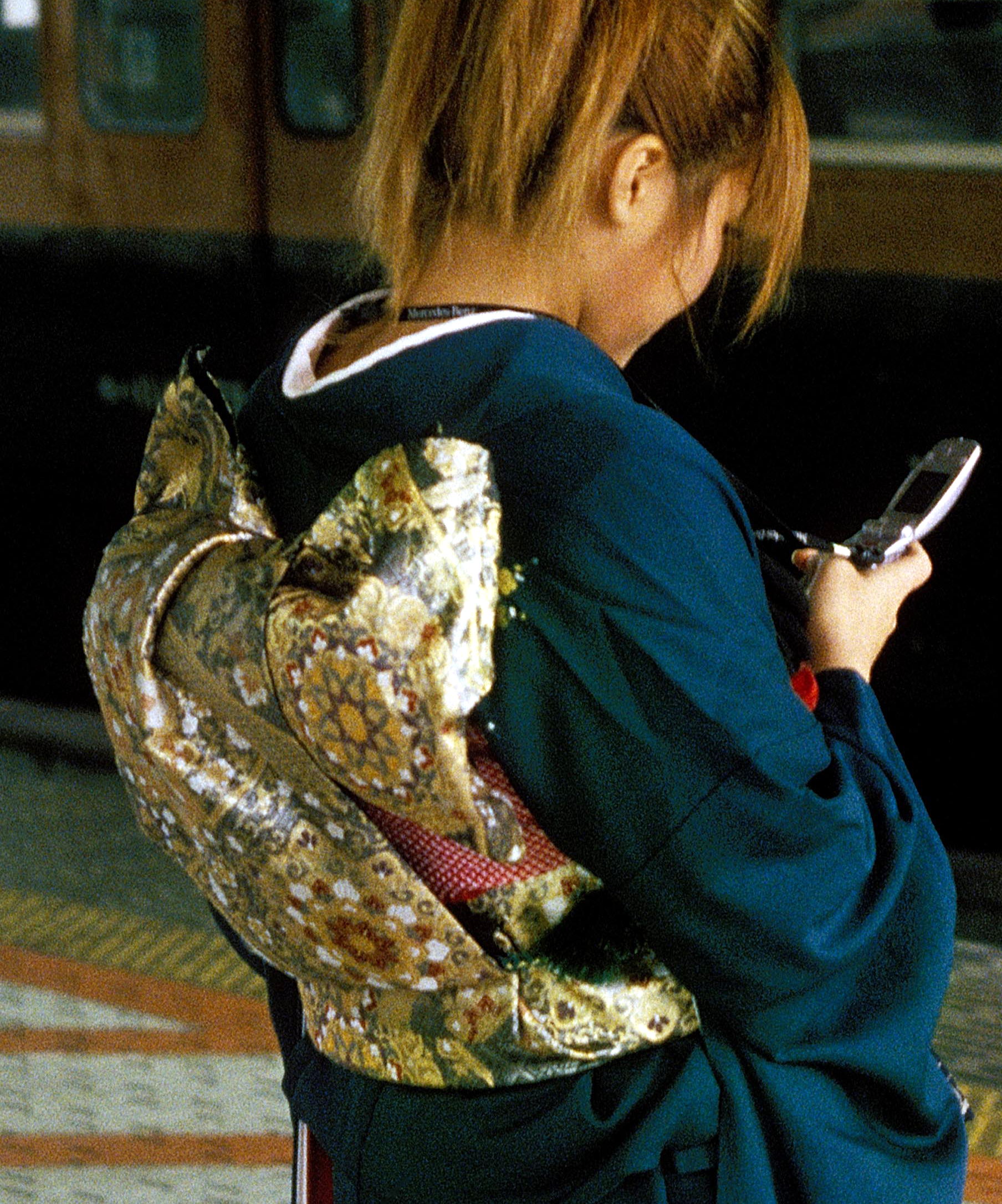
Fukurasuzume (ふくら雀, „fülliger Spatz“)
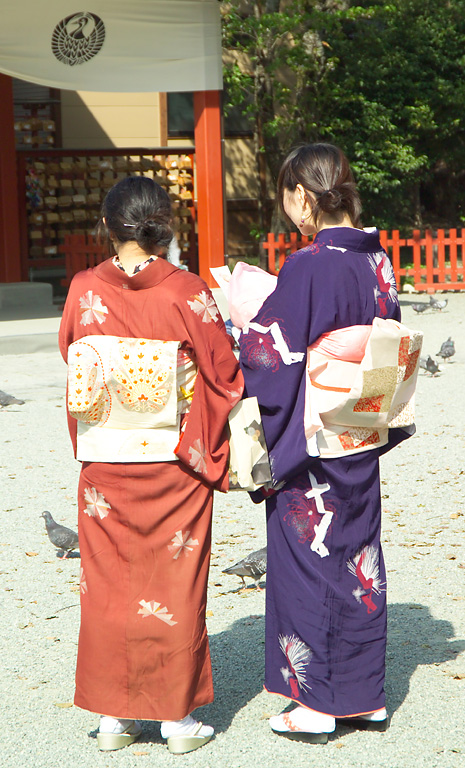
Otaiko-Musubi („Trommelknoten“)
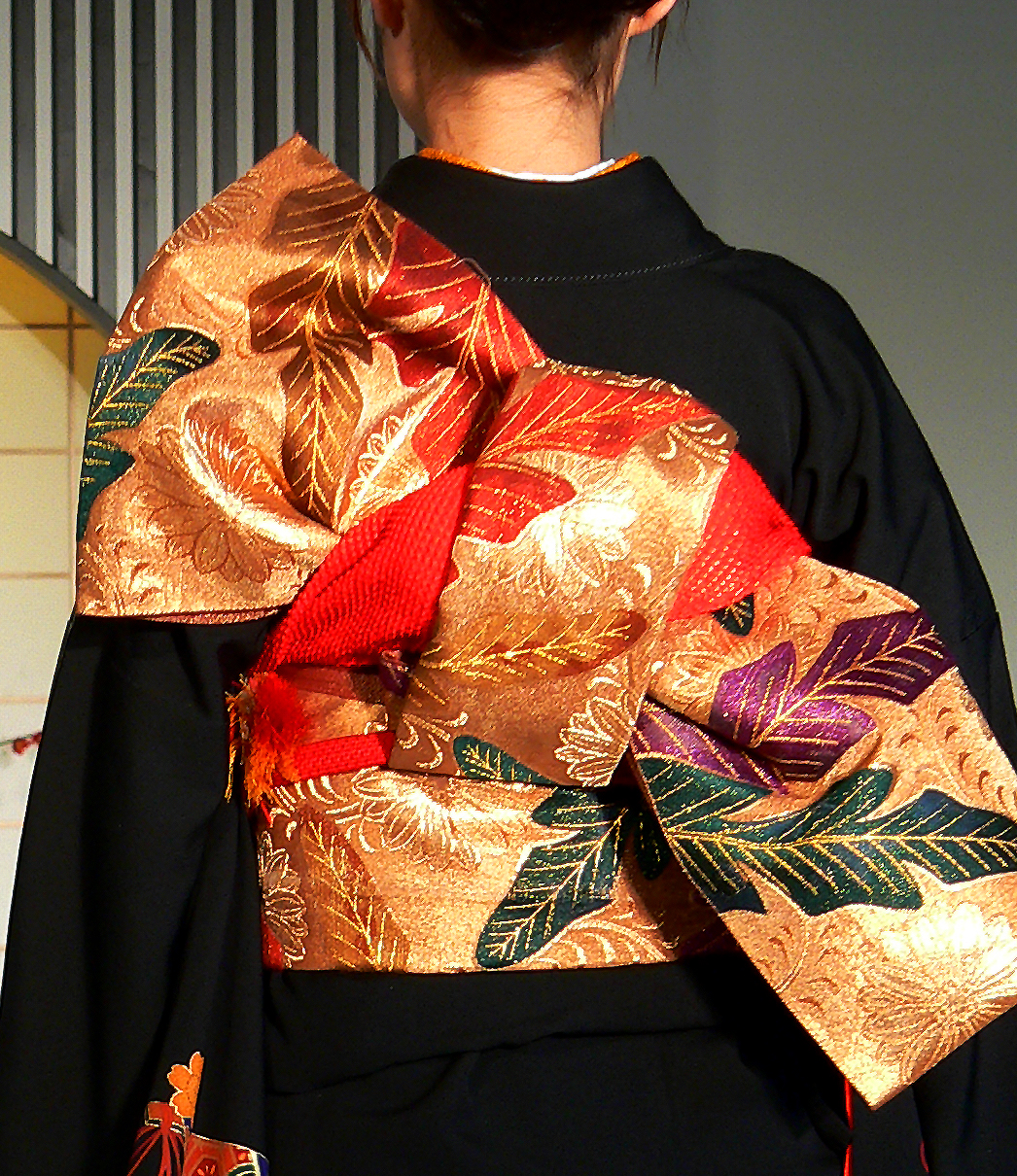
Tateya-Musubi (立て矢結び, „stehender-Pfeil-Knoten“)

## Budō

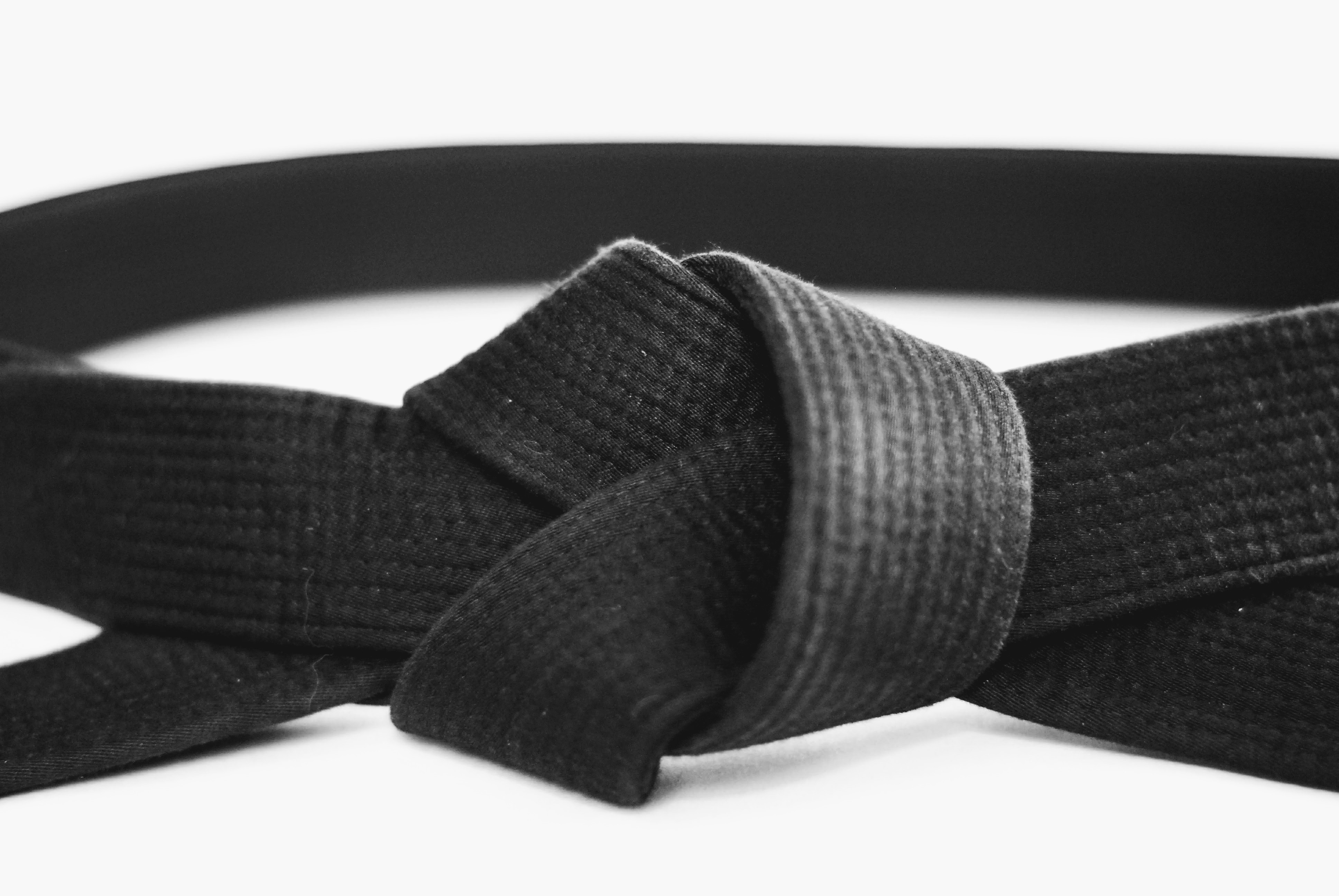
Schwarzer Gürtel (Kuro Obi) mit gebundenem Knoten

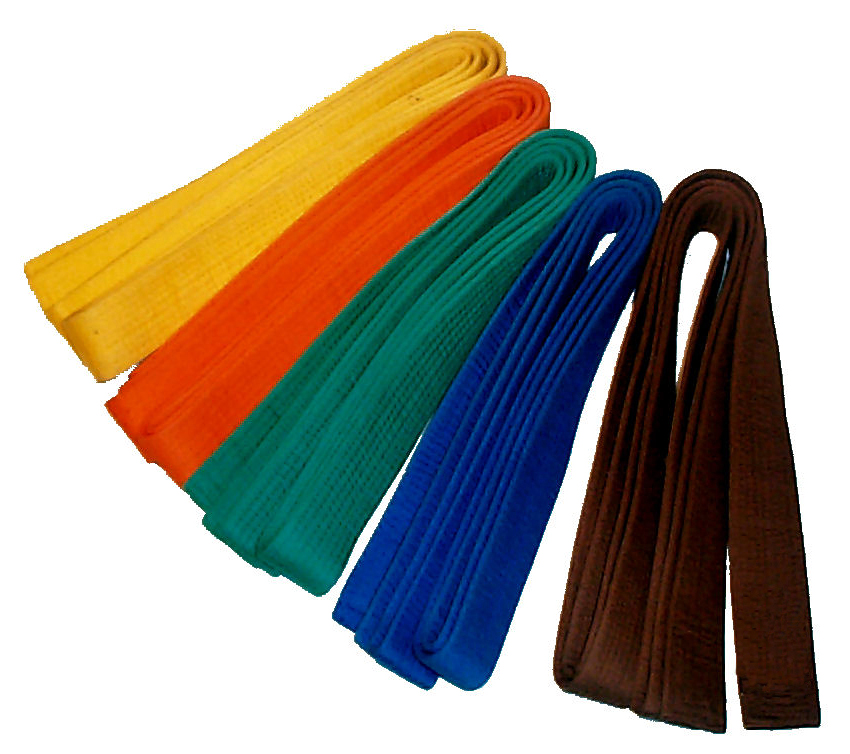
Obi in den Farben der Gokyū (fünf Schülergrade)

In den Budō-Disziplinen gehört der Obi zu jedem Keikogi. Er dient funktional dem Zusammenhalten der Anzugjacke (jap. Uwagi) und seine Farbe zeigt den Fortschrittsgrad des Budōka an. Im Iaidō und im Kenjutsu dient er primär zum Tragen des Schwerts (Katana) in der Scheide (Saya); hier lässt die Farbe keinen Rückschluss auf den Fortschrittsgrad des Budōkas zu.

### Material
Der Budō-Obi ist immer aus kräftigem Stoff, meistens Baumwolle, seltener Seide, und üblicherweise ca. 4 cm breit, kann aber (etwa im Iaidō) bis zu 8 cm breit sein. Der breitere Obi ist wichtig für den richtigen Sitz des Schwertes (s. o.). Die Länge ist abhängig sowohl von der Körpergröße als auch von der Budō-Disziplin mit ihrer Anforderung an den Obi.

### Bindeart
Der Obi wird – z. B. im Jiu Jitsu und Judo – ungefähr auf Hüfthöhe zweimal um den Körper gewickelt und vorne mit einem Knoten (jap. Musubi, 結び) versehen. Es existieren viele Knotenvariationen verschiedener Kampfkünste und deren Schulen.

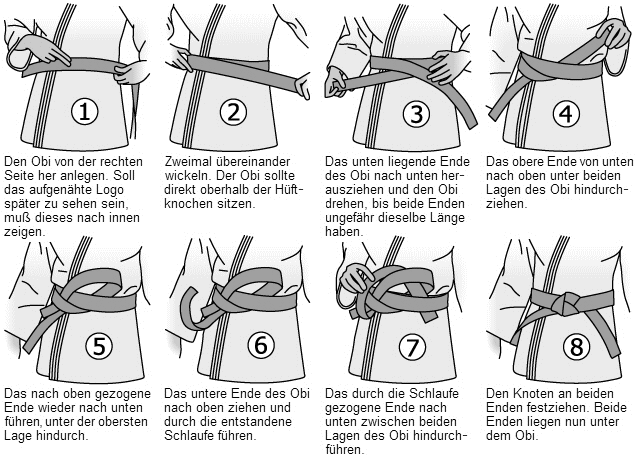
Eine gängige Art der Obi-Bindung

Zum Beispiel wird der Iaidō-Gürtel mit ca. 4 m Länge drei- bis viermal um den Körper gewickelt und dann mit einem besonders flachen Knoten geschlossen; anschließend wird der Gürtel so verschoben, dass der Knoten hinten auf den Lendenwirbeln sitzt (siehe nebenstehende Zeichnung).

### Ursprung

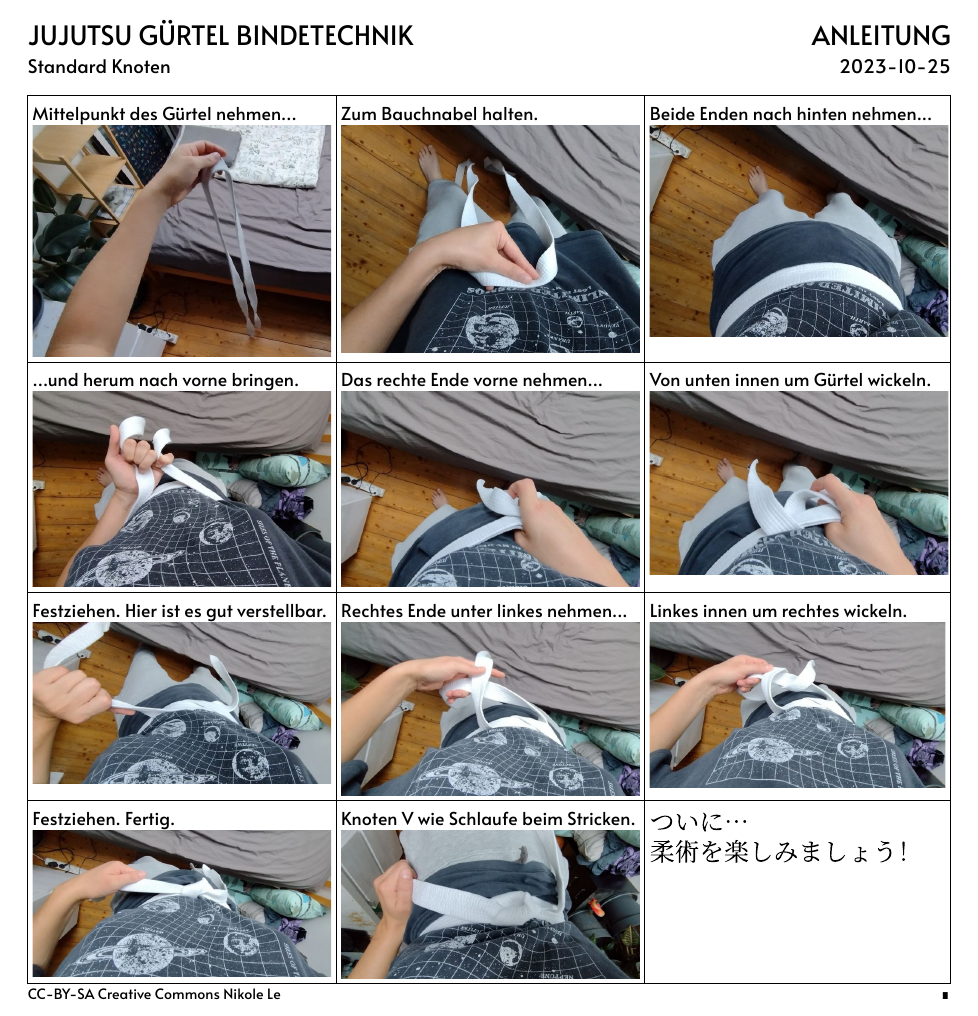
Bindung des Obi mit Standardknoten aus Sicht einer Jujutsuka.

Die Verwendung von farbigen Gürteln zur Anzeige des Fortschrittsgrades von Kämpfern geht zurück auf Kanō Jigorō. Dieser verwendete ursprünglich nur schwarze und weiße Gürtel. Diese beiden Farben werden noch heute in Koryū-Schulen benutzt.
Später wurden auch andere Farben verwendet, wobei noch heute in Japan weniger Farben verwendet werden als in westlichen Ländern. Der Grundgedanke hinter den Farben war, das Können eines Kämpfers auf einen Blick einzuschätzen. Damit konnte ein Meister sofort seine Schüler verschiedenen Gruppen und Übungen zuordnen, die ihrem jeweiligen Entwicklungsstand gerecht wurden. Diese Notwendigkeit ergab sich, als die Kampfkünste (jap. Bujutsu) sich zu Budō-Sportarten entwickelten und damit der Unterricht nicht mehr ausschließlich persönlich und in Kleingruppen erfolgte.
In der westlichen Welt wurden später noch mehr Farben eingeführt, um als Motivation zu dienen und dem Schüler zu zeigen, dass auch kleine Fortschritte ihn weiterbringen.

### Bedeutung der Farben

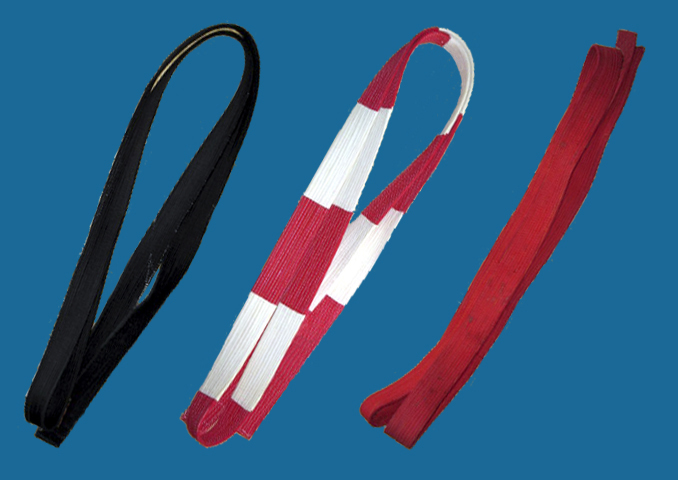
Die Gürtelfarben der Meistergrade im Judo

Meistergrade (Dan) werden meist durch einen schwarzen Gürtel (japanisch 黒帯, Kuro Obi) gekennzeichnet. Manche Disziplinen kennzeichnen hohe Meistergrade auch durch rot-weiße (japanisch 紅白帯, Kohaku Obi), rot-schwarze, weiß-blaue, rote (japanisch 赤帯, Aka Obi) oder wiederum weiße Gürtel (japanisch 白帯, Shiro Obi, entsprechend dem niedrigsten Schülergrad). Letzteres begründet sich in der asiatischen Philosophie und soll symbolisieren, dass die Schüler- und Meistergrade einen geschlossenen Kreis, eine Harmonie bilden. Dies gilt allerdings oft nur theoretisch, denn in den meisten Kampfkünsten werden die höchsten Dan-Grade kaum oder gar nicht vergeben, da sie als Vollendung der Kunst angesehen werden.
Für die Schülergrade (Kyū) verwendet man in Japan meist Weiß und Braun, manchmal auch Gelb und Blau und seltener auch Grün. In den westlichen Ländern findet man noch andere Farben, beispielsweise Orange oder Violett, oder auch gemischt farbige Gürtel. Diese sogenannten Mon-Grade weisen neben einer Grundfarbe noch einen andersfarbigen oder weißen Streifen in der Mitte auf, der den Übergang zur nächsten Stufe symbolisieren soll. Vielfach wird das Mon-Grad-System bei Kindern angewandt, damit sie Gürtel-Prüfungen machen können, ohne dazwischen Jahre warten zu müssen, um ein Mindestalter zu erreichen.
Allerdings werden (auch im Westen) nicht in allen Sportarten solche Farbsysteme verwendet. Im Iaidō z. B. hat die Gürtelfarbe keine Aussage über den Fortschritt des Trägers.